# Донорский смог (1948)

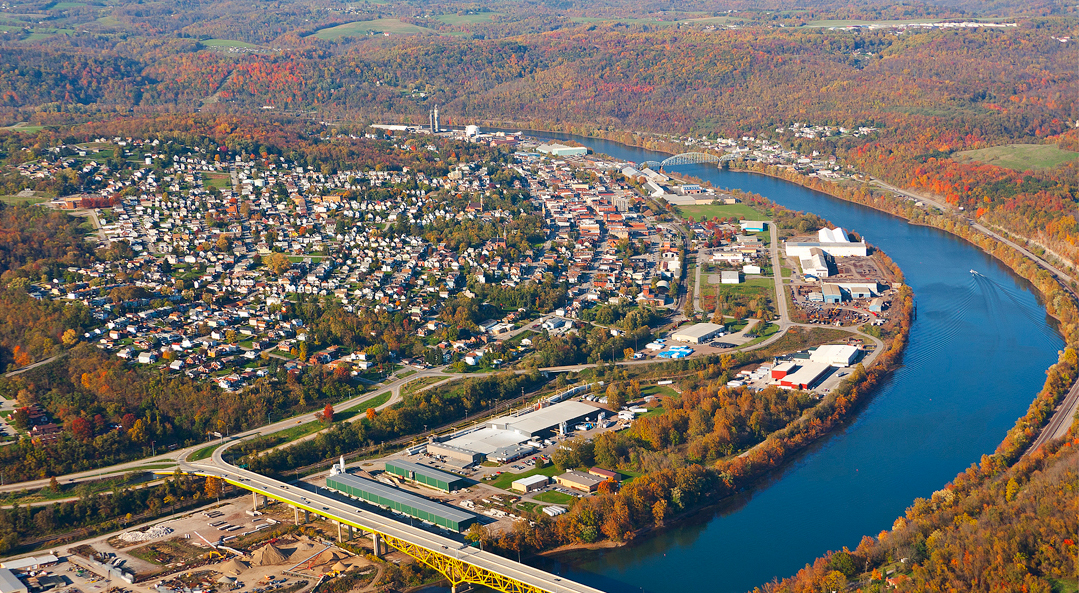
Город Донора с высоты птичьего полёта, 2012 год.

Донорский смог 1948 года (англ. 1948 Donora smog) — событие, произошедшее 27 — 31 октября 1948 года в американском городе Донора, штат Пенсильвания, в результате которого погибли 20 человек, и заболело более 5910 человек из 14 тыс. жителей города. Погибло много собак, кошек и птиц. Ещё 50 жителей умерли от респираторных осложнений в течение месяца после инцидента.
Причиной такого явления стал феномен температурной инверсии, когда холодный воздух у поверхности земли, содержащий в себе вредные выбросы, оказался заперт слоем тёплого воздуха, расположенным выше. Загрязняющие вещества в воздухе, смешанные с туманом, создали густой, едкий, желтоватый смог, висевший над Донорой в течение пяти дней. Серная кислота, диоксид азота, фтор и другие ядовитые газы, которые, как правило, рассредоточены в атмосфере, были заперты в нижнем слое атмосферы и накапливались до тех пор, пока 31 октября не прошёл дождь.
Шестьдесят лет спустя, инцидент был описан The New York Times, как «одно из худших бедствий, вызванных загрязнением воздуха в истории страны». Даже через десять лет после инцидента, смертность в Доноре всё ещё была значительно выше, чем в других общинах поблизости. В 2008 году был открыт музей донорского смога (Donora Smog Museum).

## События
Смоги незначительной продолжительности, вызванные главным образом выбросами фторида водорода и диоксида серы со стороны «U.S. Steel’s Donora Zinc Works» и его завода «American Steel & Wire» не были редкостью в Доноре, но за исключением некоторого дискомфорта, вызванного раздражением носоглотки, и плохой видимости, такие события не приносили с собой ничего из ряда вон выходящего.
Утром в среду 27 октября смог в Доноре и окрестностях оказался достаточно густым и плотным, на что обратила внимание местная радиостанция. Было передано сообщение, что в воздухе появились частицы сажи, и видимость настолько ухудшилась, что даже местные жители теряли ориентировку. Смог продолжался и в четверг, вызывая кашель и другие признаки дыхательной недостаточности у многих жителей в долине реки Мононгахила, но на тот момент это не привлекло особого внимания.
В пятницу, 29 октября, заметно увеличилось число заболевших людей, подобные жалобы были у людей на всей охваченной смогом области. Уже вечером этого же дня телефоны врачей надрывались от вызовов с просьбами о медицинской помощи. Многие из заболевших и умерших были изначально отнесены к последствиям астмы.
Одними из героев четырёх дней смога были начальник пожарного департамента Доноры Джон Волк и его помощник Рассел Дэвис. Волк и Дэвис отвечали на звонки с вечера пятницы до вечера воскресенья, расходуя запас 800 кубических футов (23 м3) кислорода, при этом заимствуя больше из всех близлежащих муниципалитетов, в том числе Маккиспорт, Монессен и Шарлеруа.
Восемь врачей в городе, которые принадлежали к Донорской медицинской ассоциации, делали звонки домой так же, как пожарные в течение период интенсивного смога, часто посещая дома пациентов, которые лечились другими врачами в городе. Это было следствием пациентов, требующих каждый врач в городе в надежде получить лечение быстрее. И только в середины дня в субботу, Кора Вернон, исполнительный директор Американского Красного Креста, организовала всё так, что все вызовы, поступающие врачам переключались на чрезвычайный центр, созданный в мэрии.
Смог был настолько сильным, что движение автомобилей почти прекратилось. Те, кто всё же решил ехать, рисковали. «Я ехал по левой стороне улицы, высунув голову из окна. Управление путём выскабливания обочины» (Steering by scraping the curb), вспоминал Дэвис.
Смерть унесла первого жителя Доноры в два часа ночи в субботу. Утром случаи смерти начали быстро следовать один за другим, и с наступлением вечера известия о них распространились по всему городу. К половине двенадцатого ночи в субботу умерло уже 17 человек. Ещё двое умерли в воскресенье.
Утром в воскресенье, 31 октября, состоялась встреча городских чиновников с операторами заводов. Берджесс Шамбон просил заводы временно прекратить свою деятельность. Смотритель заводов, Эл Джей Уэстхэйвер, сказал заводы уже начали прекращать функционирование около 6 утра того утра.
Прошедший в воскресенье после полудня дождь разогнал смог. Но сотни жителей продолжали чувствовать себя очень плохо. Утром следующего дня заводы возобновили работу.
Исследователи, анализирующие события возложили вину на загрязняющие вещества цинкового завода, чьи выбросы убили почти всю растительность в радиусе полумили от завода. Доктор Девра Дэвис, директор Центра онкологии окружающей среды Института рака Питтсбургского университета (Center for Environmental Oncology at the University of Pittsburgh Cancer Institute), указала на результаты аутопсии, показывающие уровень фтора у пострадавших в смертельном диапазоне — в 20 раз выше нормального. Газообразный фтор, образующийся в процессе плавки цинка, оказавшийся в ловушке из-за инверсии, и стал основной причиной смерти. Предварительные результаты исследования, проведённого доктором Кларенс Миллсом из Университета Цинциннати, выпущенный в декабре 1948 года, показали, что ещё тысячи жителей Доноры, помимо к 20 людей и около 800 других животных, могли бы умереть, если смог продолжался дольше.

## Последствия
Против U.S. Steel были поданы судебные иски, однако сама U.S. Steel никогда не признавал свою ответственность за этот инцидент, назвав его «актом Бога» (an act of God). В то время как компания по производству стали не признавала свою вину, она достигла соглашения в 1951 году, в котором заплатила около 235000 долларов, которые были распределены среди 80 жертв, принимавших участие в судебном процессе. Представители American Steel and Wire заплатили более 4.6 миллионов долларов, удовлетворив приблизительно 5 % от того, что было запрошено, отметив, что компания готова показать на суде, что смог был вызван «аномальными погодными условиями» («freak weather condition»), которые заперли над Донорой «весь смог, идущий от домов, железных дорог, пароходов и выхлопных газов от автомобилей, а также выбросов от её заводов» U.S. Steel закрыла оба завода к 1966 году.
К 1949 году, через год после катастрофы, общая стоимость преимущественно жилой недвижимости в Доноре снизилась почти на 10 %.
Донорский смог был одним из случаев, когда американцы признали, что воздействие большого количества загрязняющих выбросов в течение короткого периода времени может привести к ущербу и гибели людей. Событие часто описывают как оказавшее влияние на появление общественного движения за чистый воздух в США, чьим венцом был Закон о чистом воздухе 1970 года (Clean Air Act of 1970), который требует от Агентства по охране окружающей среды США разрабатывать и обеспечивать соблюдение положений для защиты населения от воздействия опасных загрязняющих веществ в воздухе.
Инцидент мало обсуждался в Доноре, пока в 1998 году не был размещён исторический маркер в честь 50-й годовщины инцидента. 60-летие, в 2008 году был отмечен с поминовениями для семей погибших и других образовательных программ. 20 октября 2008 года был открыт Музей донорского смога, который расположился в старой витрине магазина на 595 McKean Avenue недалеко от Шестой улицы, с лозунгом «Чистый воздух начался здесь» («Clean Air Started Here»)